# Покровська волость (Бердянський повіт)
Покровська волость — історична адміністративно-територіальна одиниця Бердянського повіту Таврійської губернії.
Станом на 1886 рік складалася з 7 поселень, 8 сільських громад. Населення — 6467 осіб (3263 чоловічої статі та 3204 — жіночої), 1092 дворових господарства.
|                     | Площа, десятин | У тому числі орної, дес. |
| ------------------- | -------------- | ------------------------ |
| Сільських громад    | 27683          | 15357                    |
| Приватної власності | —              | —                        |
| Казенної власності  | —              | —                        |
| Іншої власності     | 160            | 148                      |
| Загалом             | 27843          | 15505                    |

Основні поселення волості:
- Покровське (Шують Джуреть Есабей) — колишнє державне село при балці Думузла Тарама за 90 верст від повітового міста, 2370 осіб, 418 дворів, православна церква, школа, поштова станція, 5 лавок, винний склад, рейнський погріб, цегельний та черепичний заводи.
- Олександрівка (Невкус) — колишнє державне село при балці Анаіла, 1489 осіб, 236 дворів, молитовний будинок, 2 лавки, рибний завод.
- Новокостянтинівка (Великий Тобал) — колишнє державне село при ярі Бек-Берлу та водах Сиваш-Домузла, 517 осіб, 101 двір, рибний завод.
- Приморський Посад (Великий Тобал, Бек-Берлу, Тобалівка) — колишнє державне село при ярі Бек-Берлу, 655 осіб, 110 дворів.
- Степанівка (Янцегур) — колишнє державне село при Азовському морі, 1117 осіб, 2 лавки.